# Marco Saligari
Marco Saligari (Sesto San Giovanni, 18 de mayo de 1965) es un ex ciclista italiano, que fue profesional entre 1987 y 1998. Durante su carrera destacan tres victorias de etapa en el Giro de Italia y la Vuelta a Suiza de 1993.
Una vez retirado como ciclista profesional pasó a dirigir el equipo belga Landbouwkrediet a partir del 2002.
En octubre de 2020, durante la edición postergada por la crisis del Covid-19 del Giro de Italia, se desempeñó como comentarista junto a los también exciclistas Gianni Bugno, Andrea de Luca, Damiano Cunego y el escritor Fabio Genovesi en la cobertura de la RAI.

## Palmarés
| 1989 - 1 etapa del Giro del Trentino 1990 - Giro de Toscana 1991 - 1 etapa del Giro de Calabria 1992 - Giro de Calabria, más 1 etapa. - 1 etapa del Giro de Italia 1993 - Vuelta a Suiza. - Gran Premio Industria y Artigianato-Larciano - 1 etapa del Giro de Italia | 1994 - G. P. Industria y Comercio de Prato. - 1 etapa del Giro de Italia - 1 etapa de la Vuelta a Suiza 1995 - 1 etapa de la París-Niza 1996 - 1 etapa de la Volta a Cataluña 1998 - Gran Premio Ciclista la Marsellesa |

## Resultados en Grandes Vueltas y Campeonatos del Mundo
Durante su carrera deportiva consiguió los siguientes puestos en las Grandes Vueltas y en los Campeonatos del Mundo en carretera:
| Carrera         | 1987 | 1988 | 1989 | 1990 | 1991 | 1992 | 1993 | 1994 | 1995 | 1996 | 1997 | 1998 |
| --------------- | ---- | ---- | ---- | ---- | ---- | ---- | ---- | ---- | ---- | ---- | ---- | ---- |
| Giro de Italia  | 54.º | 93.º | -    | 92.º | -    | 98.º | 52.º | 64.º | 67.º | 44.º | -    | 92.º |
| Tour de Francia | -    | -    | 72.º | 95.º | -    | -    | -    | -    | -    | -    | -    | -    |
| Vuelta a España | -    | -    | -    | -    | -    | -    | -    | -    | -    | -    | -    | -    |
| Mundial en Ruta | -    | -    | -    | -    | -    | -    | -    | -    | 22º  | -    | -    | -    |

Exp: expulsado por la organización

-: no participa 

Ab.: abandono